# 馬場成志
馬場 成志（ばば せいし、1964年〈昭和39年〉11月30日 - ）は、日本の政治家、自由民主党所属の参議院議員（3期）。
総務副大臣、厚生労働大臣政務官、参議院外交防衛委員長、熊本県議会議長（第81代）、同副議長（第85代）、熊本県議会議員（5期）、熊本市議会議員（2期）、自由民主党副幹事長、同国会対策委員会副委員長、全国都道府県議会議長会副会長を歴任した。

## 経歴
熊本県熊本市小山町生まれ。父親は熊本県議会議長を務めた馬場三則。託麻東小学校、二岡中学校、熊本工業高等学校建築科を経て、1984年、熊本県産業開発青年隊訓練所修了。
1991年、熊本市議会議員選挙に史上最年少で初当選。1997年12月5日、2期目の途中で熊本市議会議員を辞職。同年、熊本県議会議員に当選。以後5期当選。同期当選に、大西一史（熊本市長）。
2005年、自民党青年局中央常任委員会議長。2007年、第84代県議会副議長（2008年まで）。2008年、自民党熊本県連政調会長（2011年まで）。2011年、第81代県議会議長・全国都道府県議会議長会副会長。
2013年、第23回参議院議員通常選挙にて初当選。2016年8月5日、第3次安倍第2次改造内閣で、厚生労働大臣政務官に就任。
2019年、第25回参議院議員通常選挙で再選。
2023年9月15日、第2次岸田第2次改造内閣で総務副大臣に就任。
2024年7月25日、翌年7月の第27回参議院議員通常選挙の熊本県選挙区公認候補として擁立することが自民党から発表された。
同年9月12日、自民党総裁選挙が告示され、旧岸田派からは林芳正と上川陽子の2人が立候補した。投票日前日の9月26日22時半頃、産経新聞は、麻生太郎が1回目の投票から高市早苗を支援するよう自派閥の議員に指示を出したとスクープした。9月27日朝、岸田文雄首相は高市が決選投票に残る可能性が高いと踏み、「決選は高市氏以外。党員票が多い方に投じてほしい」と旧岸田派のメンバーに一気に指示を下ろした。高市は1回目の議員投票で、報道各社の事前調査での30～40票を大きく上回る72票を獲得した。党員数と合わせた得票数は1位だったが、決選投票で石破茂に敗れた。馬場は1回目の投票では林に投じ、決選投票では石破に投じた。
2025年、第27回参議院議員通常選挙で3選。

## 政策・主張

### 憲法
- 憲法改正について、2013年の毎日新聞社、2019年の朝日新聞社、2025年のNHKのアンケートで「賛成」と回答[23][24][25]。

- 9条改憲について、2013年の毎日新聞社のアンケートで「改正して、自衛隊の役割や限界を明記すべきだ」と回答[23]。9条への自衛隊の明記について、2025年のNHKのアンケートで「賛成」と回答[25]。

- 憲法を改正し緊急事態条項を設けることについて、2025年のNHKのアンケートで「賛成」と回答[25]。

### 外交・安全保障
- 「集団的自衛権を行使できるよう、憲法解釈を見直すべきだ」との問題提起に対し、2013年の毎日新聞社のアンケートで「賛成」と回答[23]。

- 「他国からの攻撃が予想される場合には先制攻撃もためらうべきではない」との問題提起に対し、2019年の朝日新聞社のアンケートで「反対」と回答[24]。

- 「北朝鮮に対しては対話よりも圧力を優先すべきだ」との問題提起に対し、2019年の朝日新聞社のアンケートで「どちらかと言えば賛成」と回答[24]。

- 普天間基地の移設問題について、2013年の毎日新聞社のアンケートで「名護市辺野古に移設すべき」と回答[23]。

- 日本による過去の植民地支配と侵略を認めて謝罪した「村山談話」の見直し論議について、2013年の毎日新聞社のアンケートで「見直すべき」と回答[23]。

- 従軍慰安婦に対する旧日本軍の関与を認めた「河野談話」の見直し論議について、2013年の毎日新聞社のアンケートで「見直すべき」と回答[23]。

- 2022年12月5日、岸田文雄首相は2023年度から5年間の防衛費の総額を43兆円とするよう指示した[26]。防衛力の強化についてどう考るかとの2025年のNHKのアンケートに対し「防衛費を増額し、さらに強化すべき」と回答[25]。

### ジェンダー
- 選択的夫婦別姓制度の導入についての各メディアのアンケートの結果は以下のとおり。 
  - 2019年 - 朝日新聞社には「どちらかと言えば反対」と回答[24]。
  - 2025年 - 日本テレビには「やや反対」と回答[27]。

- 同性婚を可能とする法改正についての各メディアのアンケートの結果は以下のとおり。 
  - 2019年 - 朝日新聞社には回答しなかった[24]。
  - 2025年 - NHKには「反対」と回答[25]。
  - 2025年 - 日本テレビには「やや反対」と回答[27]。

### その他
- 「治安を守るためにプライバシーや個人の権利が制約されるのは当然だ」との問題提起に対し、2019年の朝日新聞社のアンケートで「どちらとも言えない」と回答[24]。

- アベノミクスについて、2019年の朝日新聞社のアンケートで「どちらかと言えば評価する」と回答[24]。

- 消費税率を10％より高くすることについて、2019年の朝日新聞社のアンケートで「どちらかと言えば反対」と回答[24]。

- 喫煙率を下げる目標を盛り込んだ厚生労働省の「がん対策推進基本計画」に反対[28]。
- 飲食店などの建物内を禁煙とする規制に反対。「（熊本県では）たばこを吸う人、吸わない人で分かれて飲み食いするようなことはしない」「喫煙者、非喫煙者のどちらか片方を切り捨ててしまっては商売が成り立たない」と主張している[28]。
- 2019年の参院選にあたり、「外国人労働者の受け入れ」については「どちらかと言えば賛成」と回答した[29]。
- 2019年の参院選にあたり、「年金や医療費の給付を現行の水準よりも抑制する」については「どちらかと言えば賛成/やむを得ない」と回答した[29]。

## 人物

### 統一教会との関係
- 2013年5月、統一教会（現・世界平和統一家庭連合）の関係団体が馬場の後援会「成和会」を設立した。馬場の下の名前と教団の名前から一文字ずつ取ってつけられたとされる。関係団体「一般社団法人熊本ピュアフォーラム」の責任者の一人は同月、自身のフェイスブックに設立時の写真を投稿した。熊本ピュアフォーラムの事務局長の稲富安信は国際勝共連合熊本県本部の代表を務めている[30][31]。
- 2020年、統一教会の関係団体が主催する自転車イベント「ピースロード2020 in 熊本」の実行委員を務めた[32]。
- 2021年5月に開催された「ピースロード2021 in 熊本」の実行委員を務めた[33][34]。
- 2022年7月から8月にかけて、共同通信社は、全国会議員712人を対象に、統一教会との関わりを尋ねるアンケートを実施。8月31日に各議員の回答の全文を公表した。岸田文雄首相は8月8日の自民党臨時役員会で、統一教会をめぐり「政治家の責任で関係をそれぞれ点検し、適正に見直してもらいたい」と述べ、党所属国会議員全員に通達するよう指示[35]しながらも、自身はアンケートに答えることを拒否した[注 2]。馬場もアンケートに答えることを拒否した[40][41]。

### その他
- 県農政連や建設関係の支援を得ている[42]。
- 桜を見る会を巡り、過去3年間に後援会組織の会員や支持者の参加を募ったり、推薦したり、推薦したか否かのアンケートに対し、馬場は「功績があった方として、業界団体の関係者を若干名推薦したことはある。3年ほど前、後援会員の推薦はしていない」と回答している[43]。
- かつてはヘビースモーカーであり、1日3～4箱のたばこを吸っていた。近年は吸いたいときにだけ吸っている[28]。
- 好きな言葉は「気力に缺くるなかりしか」[44]。

## 所属団体・議員連盟
- 自民党たばこ議員連盟[45]
- 自由民主党たばこ特別委員会（幹事）[46]
- 日本会議国会議員懇談会[47]
- 神道政治連盟国会議員懇談会[47]
- みんなで靖国神社に参拝する国会議員の会[47]
- 社会福祉法人 小山保育園理事長
- 熊本県体操協会会長
- 熊本市軟式野球連盟会長

## 支援団体
- 全国たばこ販売政治連盟（組織推薦候補者）[45]
- 熊本県農業者政治連盟（組織推薦候補者）[48]
- 神道政治連盟[49]

## 選挙歴
| 当落 | 選挙                         | 執行日         | 年齢 | 選挙区       | 政党       | 得票数     | 得票率 | 定数 | 得票順位 /候補者数 | 政党内比例順位 /政党当選者数 |
| ---- | ---------------------------- | -------------- | ---- | ------------ | ---------- | ---------- | ------ | ---- | ------------------ | ---------------------------- |
| 当   | 1991年熊本市議会議員選挙     | 1991年4月21日  | 26   | ーー         | ーー       | ーー票     | ーー   |      | /                  | /                            |
| 当   | 1995年熊本市議会議員選挙     | 1995年4月23日  | 32   | ーー         | ーー       | ーー票     | ーー   |      | /                  | /                            |
| 当   | 1997年熊本県議会議員補欠選挙 | 1997年12月     | 33   | 熊本市選挙区 | ーー       | ーー票     | ーー   |      | /                  | /                            |
| 当   | 1999年熊本県議会議員選挙     | 1999年4月11日  | 34   | 熊本市選挙区 | 自由民主党 | 1万4672票  | ーー   | 18   | 5/27               | /                            |
| 当   | 2003年熊本県議会議員選挙     | 2003年4月13日  | 38   | 熊本市選挙区 | 自由民主党 | 1万5975票  | ーー   | 18   | 4/21               | /                            |
| 当   | 2007年熊本県議会議員選挙     | 2007年4月8日   | 42   | 熊本市選挙区 | 自由民主党 | 1万5222票  | ーー   | 18   | 3/22               | /                            |
| 当   | 2011年熊本県議会議員選挙     | 2011年4月10日  | 46   | 熊本市選挙区 | 自由民主党 | 1万4917票  | ーー   | 18   | 3/22               | /                            |
| 当   | 第23回参議院議員通常選挙     | 2013年07月21日 | 48   | 熊本県選挙区 | 自由民主党 | 45万617票  | 60.56% | 1    | 1/4                | /                            |
| 当   | 第25回参議院議員通常選挙     | 2019年07月21日 | 54   | 熊本県選挙区 | 自由民主党 | 37万9223票 | 56.40% | 1    | 1/3                | /                            |
| 当   | 第27回参議院議員通常選挙     | 2025年07月20日 | 60   | 熊本県選挙区 | 自由民主党 | 32万8373票 | 40.36% | 1    | 1/4                | /                            |